# 78è Festival Internacional de Cinema de Canes
El  78è Festival Internacional de Cinema de Canes va tenir lloc del 13 al 24 de maig de 2025. L'actriu francesa Juliette Binoche va exercir de presidenta del jurat de la competició principal. El cineasta iranià Jafar Panahi va guanyar la Palma d'Or, el màxim premi del festival, per la pel·lícula dramàtica Yek tasadef sadeh.
El cartell doble oficial del festival, amb l'actriu Anouk Aimée i l'actor Jean-Louis Trintignant a la pel·lícula Un homme et une femme (1966) de Claude Lelouch, guanyadora de la Palma d'Or al 19è Festival Internacional de Cinema de Canes, va ser dissenyat per Hartland Villa. L'actor francès Laurent Lafitte va ser l'amfitrió de les cerimònies d'obertura i cloenda.
Durant el festival, es van atorgar dues Palmes d'Or Honorífiques: la primera va ser atorgada a Robert De Niro durant la cerimònia d'inauguració del festival, i la segona va ser atorgada amb poca antelació a Denzel Washington abans de l'estrena mundial de Highest 2 Lowest.
Un dia després de l'anunci de la selecció oficial d'ACID, la fotoperiodista palestina Fatima Hassouna, un dels principals protagonistes del documental Put Your Soul on Your Hand and Walk de Sepideh Farsi, va morir juntament amb deu membres de la seva família en un atac aeri israelià contra casa seva a Gaza el 16 d'abril de 2025. El festival va publicar un comunicat oficial expressant el seu condol i criticant la violència en curs a Gaza. El dia d'inauguració del festival, més de 350 directors, actors i productors, entre els quals Jonathan Glazer, Nuri Bilge Ceylan, Víctor Erice, Hafsia Herzi, Aki Kaurismäki, Nadav Lapid, Kleber Mendonça Filho, Pedro Almodóvar, David Cronenberg i Ruben Östlund van signar una carta condemnant l'assassinat de Hassouna i van denunciar el genocidi en curs a Gaza, afirmant: "No podem romandre en silenci mentre s'està produint un genocidi a Gaza".
L'últim dia del festival, el 24 de maig de 2025, una apagada elèctrica causada per un incendi provocat va interrompre les sessions de projecció del matí.
El festival va obrir amb la comèdia francesa Partir un jour d'Amélie Bonnin.

## Jurats

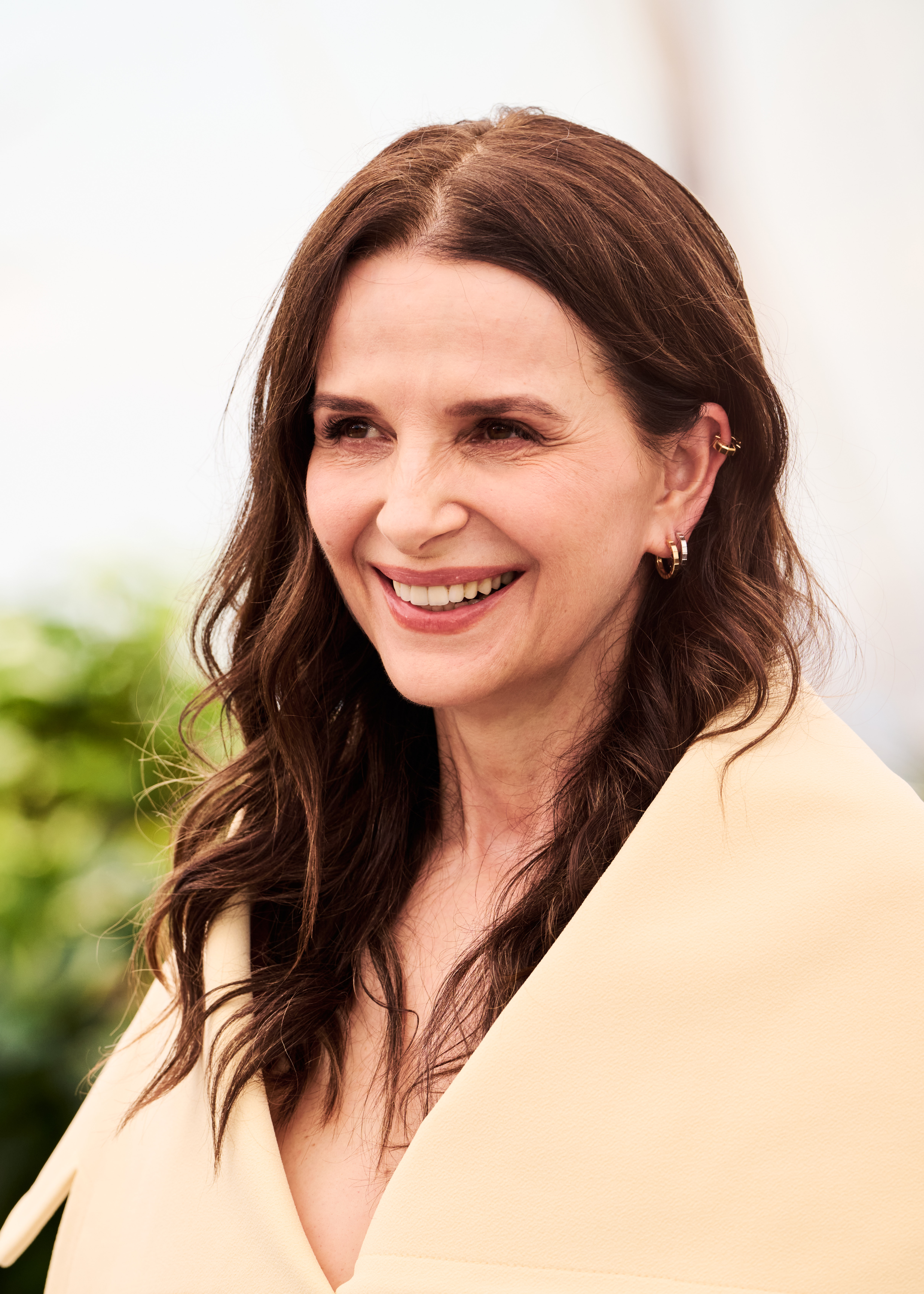
Juliette Binoche, presidenta del jurat de la competicií principal

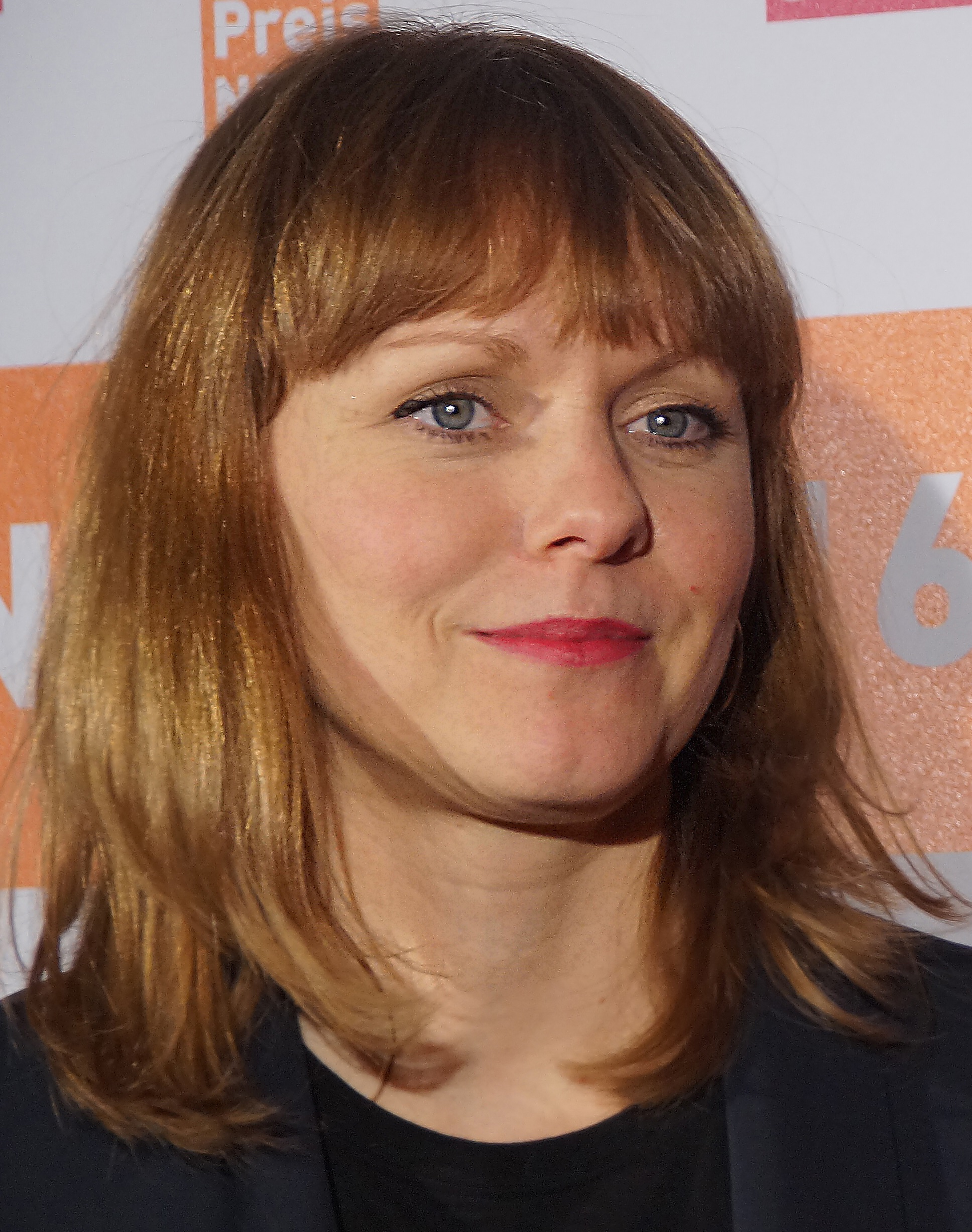
Maren Ade, president del jurat de Cinéfondation i de curtmetratges

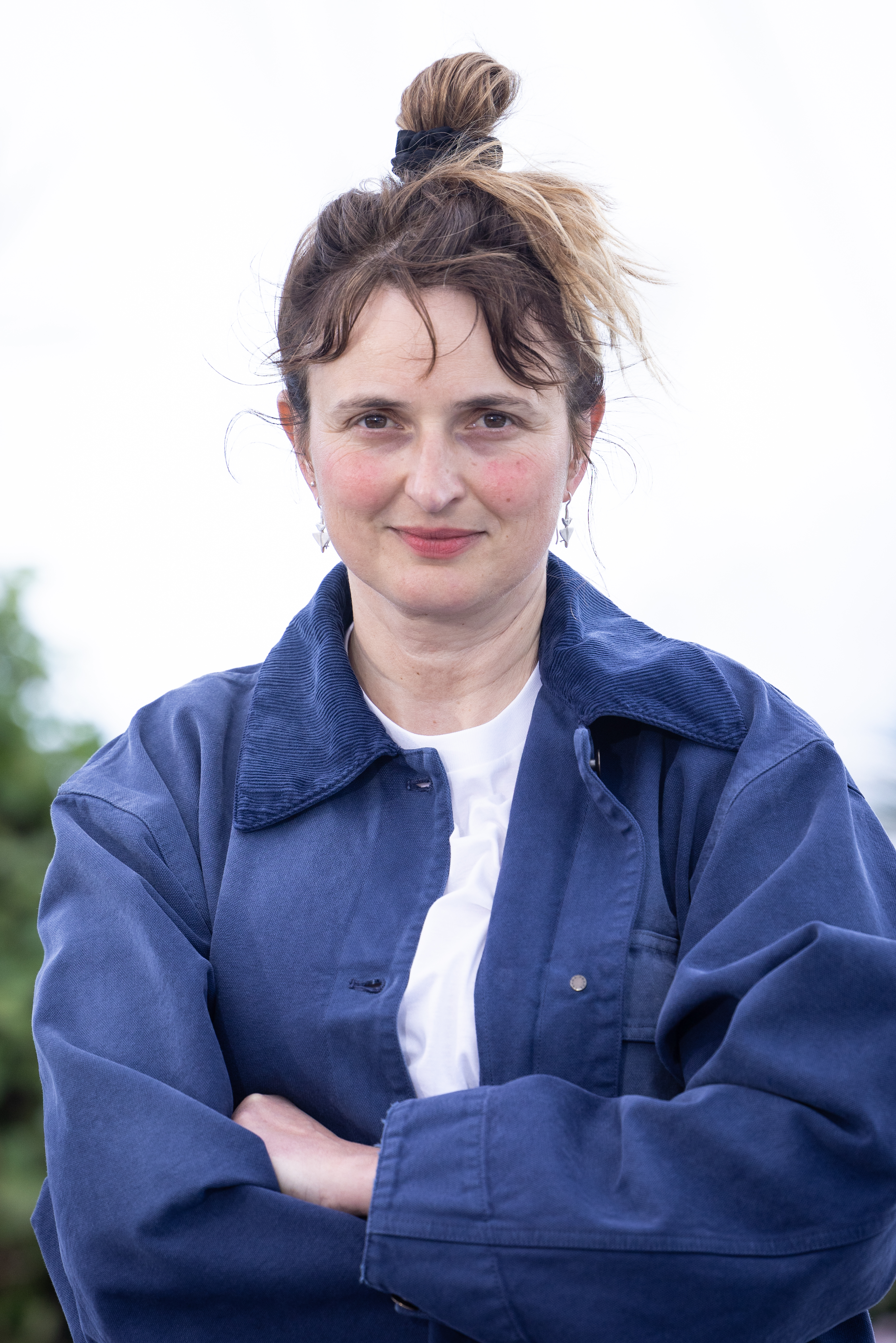
Alice Rohrwacher, presidenta del jurat de la Caméra d'Or

### Competició principal
- Juliette Binoche, actriu francesa – Presidenta del jurat[2]
- Halle Berry, actriu i cineasta americana[16]
- Dieudo Hamadi, cineasta i productor congolès
- Hong Sang-soo, cineasta sud-coreà
- Payal Kapadia, cineasta indi
- Carlos Reygadas, cineasta mexicà
- Alba Rohrwacher, actriu italiana
- Leïla Slimani, escriptora marroquina
- Jeremy Strong, actor estatunidenc

### Un Certain Regard
- Molly Manning Walker, cineasta britànica i directora de fotografia — Presidenta del jurat[17]
- Nahuel Pérez Biscayart, actor argentí
- Louise Courvoisier, cineasta franco-suïssa
- Vanja Kaluđerčić, programadora de cinema croata i directora del Festival Internacional de Cinema de Rotterdam
- Roberto Minervini, cineasta, productor i guionista italià

### Cinéfondationi Competició de Curtmetratges
- Maren Ade, cineasta i productora alemanya — Presidenta del jurat[18]
- José Maria Prado Garcia, productor espanyol i exdirector de la Filmoteca Española
- Reinaldo Marcus Green, cineasta i productor estatunidenc
- Camélia Jordana, actriu, cantant i compositora francesa
- Nebojša Slijepčević, cineasta croat

### Caméra d'Or
- Alice Rohrwacher, cineasta italiana – Presidenta del jurat[19]
- Rachid Hami, cineasta i actor algerià-francès
- Frédéric Mercier, crític de cinema francès
- Géraldine Nakache, cineasta i actriu francesa
- Tommaso Vergallo, CEO de Noir Luimere

### Competició immersiva
- Luc Jacquet, cineasta francès – President del jurat[20]
- Laurie Anderson, artista americana
- Tania de Montaigne, escriptora francesa
- Martha Fiennes, cineasta britànica
- Tetsuya Mizuguchi, creador de videojocs japonès

### L'Œil d'Or
- Julie Gayet, actriu i productora francesa – Presidenta del jurat[21]
- Carmen Castillo, cineasta xilena
- Frédéric Maire, director suís de la Cinemathèque suisse
- Juliette Favreul Renaud, productora francesa
- Marc Zinga, actor congolès-belga

### Setmana de la Crítica
- Rodrigo Sorogoyen, cineasta espanyol – President del jurat[22]
- Yulia Evina Bhara, productora indonèsia
- Jihane Bougrine, periodista marroquina
- Josée Deshaies, directora de fotografia francocanadenca
- Daniel Kaluuya, actor i cineasta britànic

### Queer Palm
- Christophe Honoré, cineasta francès – President del jurat[23]
- Marcelo Caetano, cineasta brasiler[24]
- Faridah Gbadamosi, programadora de cinema estatunidenca
- Léonie Pernet, compositora i cantant francesa
- Timé Zoppé, periodista francès

## Selecció oficial

### En competició
Les següents pel·lícules van ser seleccionades per competir per la Palma d'Or:
| Títol                                  | Director(s)                | País de producció                                           |
| -------------------------------------- | -------------------------- | ----------------------------------------------------------- |
| Alpha (QP)                             | Julia Ducournau            | França, Bèlgica                                             |
| Dossier 137                            | Dominik Moll               | França                                                      |
| Die, My Love                           | Lynne Ramsay               | Estats Units                                                |
| Eagles of the Republic                 | Tarik Saleh                | Suècia, França, Dinamarca, Finlàndia                        |
| Eddington                              | Ari Aster                  | Estats Units                                                |
| Fuori                                  | Mario Martone              | Itàlia, França                                              |
| The History of Sound (QP)              | Oliver Hermanus            | Regne Unit, Estats Units                                    |
| It Was Just an Accident' یک تصادف ساده | Jafar Panahi               | Iran, França, Luxemburg                                     |
| La Petite Dernière (QP)                | Hafsia Herzi               | França, Alemanya                                            |
| The Mastermind                         | Kelly Reichardt            | Estats Units, Regne Unit                                    |
| Nouvelle Vague                         | Richard Linklater          | França                                                      |
| The Phoenician Scheme                  | Wes Anderson               | Estats Units, Alemanya                                      |
| Renoir ルノワール                      | Chie Hayakawa              | Japó, França, Singapur, Filipines, Indonèsia                |
| Resurrection 狂野时代                  | Bi Gan                     | R.P. de la Xina, França                                     |
| Romería                                | Carla Simón                | Espanya, Alemanya                                           |
| O Agente Secreto                       | Kleber Mendonça Filho      | Brasil, França, Alemanya, Països Baixos                     |
| Affeksjonsverdi                        | Joachim Trier              | Noruega, França, Alemanya, Dinamarca, Suècia, Regne Unit    |
| Sirât                                  | Óliver Laxe                | Espanya, França                                             |
| In die Sonne schauen                   | Mascha Schilinski          | Alemanya                                                    |
| Dva prokurora Два прокурора            | Serguí Loznítsia           | Letònia, França, Alemanya, Països Baixos, Romania, Lituània |
| Woman and Child زن و بچه               | Saeed Roustayi             | Iran, França                                                |
| Jeunes mères                           | Jean-Pierre i Luc Dardenne | Bèlgica, França                                             |

(QP) indica una pel·lícula en competició per la Palma Queer.

### Un Certain Regard
Les següents pel·lícules van ser seleccionades per competir a la secció Un Certain Regard:
| Títol                                                    | Director(s)                           | País de producció                             |
| -------------------------------------------------------- | ------------------------------------- | --------------------------------------------- |
| Aisha Can't Fly Away (CdO)عائشة لم تعد قادرة على الطيران | Morad Mostafa                         | Egipte, Sudan, Tunísia, Aràbia Saudita, Qatar |
| Karavan (CdO)                                            | Zuzana Kirchnerová                    | Txèquia, Eslovàquia, Itàlia                   |
| The Chronology of Water (CdO)                            | Kristen Stewart                       | França, Letònia, Regne Unit, Estats Units     |
| Eleanor the Great (CdO)                                  | Scarlett Johansson                    | Estats Units                                  |
| L’inconnu de la Grande Arche                             | Stéphane Demoustier                   | França                                        |
| Testa o croce?                                           | Matteo Zoppis i Alessio Rigo de Righi | Itàlia, Estats Units                          |
| Homebound                                                | Neeraj Ghaywan                        | Índia                                         |
| O Riso e a Faca (QP)                                     | Pedro Pinho                           | Portugal, Brasil, França, Romania             |
| Le città di pianura                                      | Francesco Sossai                      | Itàlia                                        |
| Love Me Tender (QP)                                      | Anna Cazenave Cambet                  | França                                        |
| Météors                                                  | Hubert Charuel                        | França                                        |
| My Father's Shadow (CdO)                                 | Akinola Davies Jr.                    | Regne Unit, Irlanda, Nigèria                  |
| La misteriosa mirada del flamenco (CdO) (QP)             | Diego Céspedes                        | Xile, França, Alemanya, Espanya, Bèlgica      |
| Once Upon a Time in Gaza                                 | Tarzan i Arab Nasser                  | Palestina, França, Portugal                   |
| A Pale View of Hills 遠い山なみの光                      | Kei Ishikawa                          | Japó, Regne Unit, Polònia                     |
| Pillion (CdO) (QP)                                       | Harry Lighton                         | Regne Unit, Irlanda                           |
| The Plague (CdO)                                         | Charlie Polinger                      | Romania, Estats Units                         |
| Promis le ciel(pel·lícula d'apertura)                    | Erige Sehiri                          | Tunísia, França, Països Baixos, Qatar         |
| Un Poeta                                                 | Simón Mesa Soto                       | Colòmbia Alemanya, Suècia                     |
| Urchin (CdO)                                             | Harris Dickinson                      | Regne Unit                                    |

(CdO) indica una pel·lícula elegible per a la Caméra d'Or com a debut com a director.
(QP) indica una pel·lícula en competició per la Palma Queer.

### Fora de competició
Les següents pel·lícules van ser seleccionades per ser projectades fora de competició:
| Títol                                        | Director(s)           | País de producció          |
| -------------------------------------------- | --------------------- | -------------------------- |
| 13 Jours, 13 Nuits                           | Martin Bourboulon     | Bèlgica, França            |
| La Venue de l'avenir                         | Cédric Klapisch       | França                     |
| Highest 2 Lowest                             | Spike Lee             | Estats Units, Japó         |
| Partir un jour (pel·lícula d'apertura) (CdO) | Amélie Bonnin         | França                     |
| Mission: Impossible – The Final Reckoning    | Christopher McQuarrie | Estats Units               |
| Vie privée                                   | Rebecca Zlotowski     | França                     |
| La femme la plus riche du monde(QP)          | Thierry Klifa         | França, Bèlgica            |
| P^rojeccions de mitjanit                     |                       |                            |
| Exit 8 8番出口                               | Genki Kawamura        | Japó                       |
| Honey Don't!                                 | Ethan Coen            | Estats Units, Regne Unit   |
| Le Roi Soleil                                | Vincent Maël Cardona  | França                     |
| Dalloway                                     | Yann Gozlan           | França, Bèlgica            |
| Sons of the Neon Night 風林火山              | Juno Mak              | Hong Kong, R.P. de la Xina |

(CdO) indica una pel·lícula elegible per a la Caméra d'Or com a debut com a director.
(QP) indica una pel·lícula en competició per la Palma Queer.

### Cannes Premiere
Les següents pel·lícules van ser seleccionades per ser projectades a la secció Cannes Premiere:
| Títol                              | Director(s)                  | País de producció                              |
| ---------------------------------- | ---------------------------- | ---------------------------------------------- |
| Amrum                              | Fatih Akin                   | Alemanya                                       |
| Connemara                          | Alex Lutz                    | França                                         |
| Das Verschwinden des Josef Mengele | Kirill Serebrennikov         | Alemanya, França, Regne Unit, Espanya          |
| Love on Trial 恋愛裁判             | Koji Fukada                  | Japó, França                                   |
| Ástin Sem Eftir Er                 | Hlynur Pálmason              | Islàndia, Dinamarca, França, Finlàndia, Suècia |
| Magalhães                          | Lav Diaz                     | Portugal, Espanya, Filipines, França           |
| Orwell: 2+2=5 (ŒdO)                | Raoul Peck                   | França, Estats Units                           |
| Splitsville                        | Michael Angelo Covino        | Estats Units                                   |
| Ma frère                           | Lisa Akoko and Romane Gueret | França                                         |
| La ola (QP)                        | Sebastián Lelio              | Xile, Estats Units                             |

(ŒdO) indica una pel·lícula elegible per al premi L'Œil d'or com a documental.
(QP) indica una pel·lícula en competició per la Palma Queer.

### Projeccions especials
Les següents pel·lícules van ser seleccionades per ser projectades a la secció de Projeccions Especials:
| Títol                                    | Director(s)                    | País de producció                                |
| ---------------------------------------- | ------------------------------ | ------------------------------------------------ |
| Arco (CdO)                               | Ugo Bienvenu                   | França                                           |
| Bono: Stories of Surrender (ŒdO)         | Andrew Dominik                 | Austràlia, Estats Units                          |
| Amélie et la Métaphysique des Tubes(CdO) | Maïlys Vallade i Liane-Cho Han | França                                           |
| Marcel et Monsieur Pagnol                | Sylvain Chomet                 | França, Canadà, Bèlgica, Luxemburg, Estats Units |
| Mama (CdO)                               | Or Sinai                       | Israel, Polònia, Itàlia                          |
| The Six Billion Dollar Man (ŒdO)         | Eugene Jarecki                 | Estats Units, Alemanya, França                   |
| Dites-lui que je l'aime                  | Romane Bohringer               | França                                           |
| Qui Brille au Combat(CdO)                | Joséphine Japy                 | França                                           |
| Tribut a Pierre Richard                  |                                |                                                  |
| L’Homme qui a vu l’Ours qui a vu l’Homme | Pierre Richard                 | França                                           |

(CdO) indica una pel·lícula elegible per a la Caméra d'Or com a debut com a director.
(ŒdO) indica una pel·lícula elegible per al premi L'Œil d'or com a documental.

### Competició de curtmetratges
Seleccionades d'entre 4.781 pel·lícules, 9 són curtmetratges de ficció i 2 curtmetratges d'animació. Els següents curtmetratges van ser seleccionats per competir per la Palma d'Or al millor curtmetratge:
| Títol                      | Director(s)                           | País de producció         |
| -------------------------- | ------------------------------------- | ------------------------- |
| Agapito                    | Arvin Belarmino i Kyla Danelle Romero | Filipines                 |
| Ali                        | Adnan Al Rajeev                       | Bangladesh, Filipines     |
| Arguments in Favor of Love | Gabriel Abrantes                      | Portugal                  |
| Dammen                     | Grégoire Graesslin                    | França                    |
| Fille de l’Eau             | Sandra Desmazières                    | França                    |
| I'm Glad You're Dead Now   | Tawfeek Barhom                        | Palestina, França, Grècia |
| Hypersensible              | Martine Froissard                     | Canadà                    |
| Lili 女孩                  | Zhaoguang Luo i Shuhan Liao           | R.P. de la Xina           |
| A Solidão dos Lagartos     | Inês Nunes                            | Portugal, Espanya         |
| The Spectacle              | Bálint Kenyères                       | Hongria, França           |
| Aasvoëls                   | Dian Weys                             | Sud-àfrica, França        |

### Cinéfondation
La secció Cinéfondation (o La Cinéf) se centra en pel·lícules realitzades per estudiants d'escoles de cinema. El Festival de Cinema de Cannes assigna una beca de 15.000 € al guanyador del Primer Premi, 11.250 € al guanyador del Segon Premi i 7.500 € al guanyador del Tercer Premi. Es van presentar 13 pel·lícules d'acció real i 3 d'animació de les 2.700 presentades per escoles de cinema de tot el món:
| Títol                                              | Director(s)               | Escola                                            |
| -------------------------------------------------- | ------------------------- | ------------------------------------------------- |
| 12 Moments Before the Flag-Raising Ceremony 升旗手 | Qu Zhizheng               | Beijing Film Academy, R.P. de la Xina             |
| A Doll Made Up of Clay                             | Kokob Gebrehaweria Tesfay | Satyajit Ray Film and Television Institute, Índia |
| Bimo                                               | Oumnia Hanader            | CinéFabrique, França                              |
| O Pássaro de Dentro                                | Laura Anahory             | Escola das Artes - UCP, Portugal                  |
| Ether                                              | Vida Skerk                | NFTS, Regne Unit                                  |
| First Summer 첫여름                                | Heo Gayoung               | KAFA, Corea del Sud                               |
| Le Continent Somnambule                            | Jules Vésigot-Wahl        | La Fémis, França                                  |
| Matalapaine                                        | Helmi Donner              | Aalto University, Finlàndia                       |
| Maske i Marts                                      | Mikkel Bjørn Kehlert      | Super16, Dinamarca                                |
| Fursecuri si Lapte                                 | Andrei Tache-Codreanu     | UNATC “I. L. Caragiale”, Romania                  |
| My Grandmother is a Skydiver                       | Polina Piddubna           | Filmuniversität Babelsberg Konrad Wolf, Alemanya  |
| Ginger Boy (Separated) ジンジャーボーイ            | Miki Tanaka               | ENBU Seminar, Japó                                |
| Per Bruixa i Merzinera                             | Marc Camardons            | ESCAC, Espanya                                    |
| Talk Me (QP)                                       | Joecar Hanna              | NYU, Estats Units                                 |
| Tres                                               | Juan Ignacio Ceballos     | UCINE, Argentina                                  |
| Winter in March                                    | Natalia Mirzoyan          | Estonian Academy of Arts, Estònia                 |

### Cannes Classics
Una versió restaurada en 4K de la comèdia muda clàssica de Charlie Chaplin La quimera de l'or (1925) va inaugurar la secció Cannes Classics, celebrant els 100 anys de la seva estrena. mentre que una versió restaurada en 4K de l'èpica clàssica de Stanley Kubrick Barry Lyndon (1975) va tancar la secció el 23 de maig. Les següents pel·lícules van ser seleccionades per ser projectades:
| Títol                                                  | Director(s)                   | País de producció                  |                    |
| Còpies restaurades                                     | Còpies restaurades            | Còpies restaurades                 | Còpies restaurades |
| ------------------------------------------------------ | ----------------------------- | ---------------------------------- | ------------------ |
| Amores perros (2000)                                   | Alejandro González Iñárritu   | Mèxic                              |                    |
| The Arch 董夫人 (1968)                                 | Tang Shu Shuen                | Hong Kong                          |                    |
| Barry Lyndon (1975) (pel·lícula de clausura)           | Stanley Kubrick               | Regne Unit, Estats Units           |                    |
| Más allá del olvido (1955)                             | Hugo del Carril               | Argentina                          |                    |
| La Course en tête (1974)                               | Joël Santoni                  | França, Bèlgica                    |                    |
| Aranyer Din Ratri (1970)                               | Satyajit Ray                  | Índia                              |                    |
| Dogma (1999)                                           | Kevin Smith                   | Estats Units                       |                    |
| Floating Clouds 浮雲 (1955)                            | Mikio Naruse                  | Japó                               |                    |
| Gehenu Lamai ගැහැණු ළමයි (1978)                            | Sumitra Peries                | Sri Lanka                          |                    |
| La quimea de l'or (1925) (pel·lícula d'apertura)       | Charlie Chaplin               | Estats Units                       |                    |
| Hard Boiled 辣手神探 (1992)                            | John Woo                      | Hong Kong                          |                    |
| Magirama (1956)                                        | Abel Gance i Nelly Kaplan     | França                             |                    |
| Merlusse (1935)                                        | Marcel Pagnol                 | França                             |                    |
| Algú va volar sobre el niu del cucut (1975)            | Miloš Forman                  | Estats Units                       |                    |
| La Paga (1962)                                         | Ciro Durán                    | Colòmbia Veneçuela                 |                    |
| Saeed Effendi (1955) سعيد أفندي                        | Kameran Hosni                 | Iraq                               |                    |
| Sterne (1959)                                          | Konrad Wolf                   | RDA, Bulgària                      |                    |
| Sunshine (1999)                                        | István Szabó                  | Alemanya, Hongria, Àustria, Canadà |                    |
| Yi Yi 一一 (2000)                                      | Edward Yang                   | Taiwan, Japó                       |                    |
| World Cinema Project                                   |                               |                                    |                    |
| Chronique des années de braise (1975) وقائع سنين الجمر | Mohammed Lakhdar-Hamina       | Algèria                            |                    |
| Tributs                                                |                               |                                    |                    |
| Comanche Territory (1950)                              | George Sherman                | Estats Units                       |                    |
| Moi qui t’aimais                                       | Diane Kurys                   | França                             |                    |
| Red Canyon (1949)                                      | George Sherman                | Estats Units                       |                    |
| Documentals sobre cinema                               |                               |                                    |                    |
| I Huvudet På (CdO) (ŒdO)                               | Jon Asp and Mattias Nohrborg  | Suècia                             |                    |
| I Love Peru (CdO) (ŒdO)                                | Raphaël Quenard i Hugo David  | França                             |                    |
| My Mom Jayne (ŒdO)                                     | Mariska Hargitay              | Estats Units                       |                    |
| Slauson Rec (ŒdO)                                      | Leo Lewis O’Neil              | Estats Units                       |                    |
| Para Vigo me voy (ŒdO)                                 | Lírio Ferreira i Karen Harley | Brasil                             |                    |
| Dis pas de bêtises! (ŒdO)                              | Vincent Glenn                 | França                             |                    |
| David Lynch, une énigme à Hollywood(ŒdO)               | Stéphane Ghez                 | França                             |                    |

(CdO) indica una pel·lícula elegible per a la Caméra d'Or com a debut com a director.
(ŒdO) indica una pel·lícula elegible per al premi L'Œil d'or com a documental.

### Cinéma de la Plage
La programació de la secció «Cinéma de la Plage» inclou pel·lícules clàssiques, commemoracions i estrenes mundials de noves produccions a la Plage Macé de Canes. Les següents pel·lícules van ser seleccionades per a la seva projecció:
| Títol                                   | Director(s)        | País de producció               |
| --------------------------------------- | ------------------ | ------------------------------- |
| Ange                                    | Tony Gatlif        | França                          |
| Angel's Egg 天使のたまご (1985)         | Mamoru Oshii       | Japó                            |
| Bardot                                  | Alain Berliner     | França, Bèlgica                 |
| A Hidden Life (2019)                    | Terrence Malick    | Estats Units, Alemanya, Àustria |
| La Légende de la Palme d'Or... Continue | Alexis Veller      | França                          |
| Còpies restaurades                      |                    |                                 |
| Mélodie en sous-sol (1963)              | Henri Verneuil     | França, Itàlia                  |
| Darling (1965)                          | John Schlesinger   | Regne Unit                      |
| Duel in the Sun (1946)                  | King Vidor         | Estats Units                    |
| Hard Boiled 辣手神探 (1992)             | John Woo           | Hong Kong                       |
| Les Mauvais Coups (1961)                | François Leterrier | França                          |
| Palombella Rossa (1989)                 | Nanni Moretti      | Itàlia                          |
| Sunset Boulevard (1950)                 | Billy Wilder       | Estats Units                    |

### Competició Immersiva
Per segon any del «Competició Immersiva», es van seleccionar nou obres immersives per a la competició, mentre que set produccions es presentaran com a fora de competició. Totes les obres de l'exposició exploraran l'evolució del mitjà i establiran paral·lelismes entre la realitat virtual, la producció virtual, el cinema i la narració col·lectiva. Es van seleccionar les següents pel·lícules per a la seva projecció:
| Títol                    | Director(s)                                        | País de producció                 |
| En Competició            | En Competició                                      | En Competició                     |
| ------------------------ | -------------------------------------------------- | --------------------------------- |
| Beyond the Vivid Unknown | John Fitzgerald i Godfrey Reggio                   | Estats Units                      |
| The Exploring Girl VR    | Caroline Poggi i Jonathan Vinel                    | França, Grècia                    |
| Fillos do Vento: A Rapa  | Brais Revalderia i María Fernanda Ordóñez Morla    | Espanya, Estats Units             |
| From Dust                | Michel van der Aa                                  | Països Baixos                     |
| In the Current of Being  | Cameron Kostopoulos                                | Estats Units, França              |
| Lacuna                   | Maartje Wegdam i Nienke Huitenga-Broeren           | Països Baixos                     |
| Lili                     | Navid Khonsari                                     | Estats Units, Regne Unit, França  |
| Taxi                     | Yamil Rodriguez, Michael Arcos i Stephen Henderson | Regne Unit                        |
| La Maison de Poupée      | Caroline Poggi and Jonathan Vinel                  | Luxemburg, Canadà                 |
| Fora de competició       |                                                    |                                   |
| Chez Moi                 | Victoria Yakubova i Frédéric Le Louët              | França                            |
| Trailblazer              | Eloise Singer                                      | Regne Unit                        |
| Focus                    |                                                    |                                   |
| Battlefield              | François Vautier                                   | França, Luxemburg, Bèlgica        |
| Ceci est mon Coeur       | Nicolas Blies i Stéphane Hueber-Blies              | Luxemburg, França, Canadà         |
| Floating with Spirits    | Juanita Onzaga                                     | Bèlgica, Luxemburg, Països Baixos |
| Ito Meikyu               | Boris Labbé                                        | França, Luxemburg                 |
| Oto's Planet             | Gwenael François                                   | Luxemburg, Canadà, França         |

## Seccions paral·leles

### Setmana de la Crítica (Semaine de la critique)
La Setmana de la Crítica és una selecció paral·lela dedicada a primeres i segones pel·lícules. El segon llargmetratge de Laura Wandel L'intérêt d'Adam va inaugurar la secció el 14 de maig, mentre que Planètes de Momoko Sato la va tancar. Les següents pel·lícules van ser seleccionades per ser projectades a competició:
| Original Title                           | Director(s)                | Production Country                       |
| In Competition                           | In Competition             | In Competition                           |
| ---------------------------------------- | -------------------------- | ---------------------------------------- |
| A Useful Ghost ผีใช้ได้ค่ะ(CdO) (QP)         | Ratchapoom Boonbunchachoke | Tailàndia, França, Singapur, Alemanya    |
| Imago (ŒdO)                              | Déni Oumar Pitsaev         | França, Bèlgica                          |
| Kika                                     | Alexe Poukine              | Bèlgica, França                          |
| Left-Handed Girl 左撇子女孩              | Shih-Ching Tsou            | Taiwan, França, Estats Units, Regne Unit |
| Nino (CdO)                               | Pauline Locques            | França                                   |
| Rietland (CdO)                           | Sven Bresser               | Països Baixos, Bèlgica                   |
| Ciudad sin sueño (CdO)                   | Guillermo Galoe            | Espanya, França                          |
| Projeccions especials                    |                            |                                          |
| L'intérêt d'Adam (pel·lícula d'apertura) | Laura Wandel               | Bèlgica, França                          |
| Baise-en-ville                           | Martin Jauvat              | França                                   |
| Planètes (closing film) (CdO)            | Momoko Sato                | França, Bèlgica                          |
| Des preuves d’amour (CdO) (QP)           | Alice Douard               | França                                   |
| Competició de curtmetratges              |                            |                                          |
| Alișveriș                                | Vasile Todinca             | Romania                                  |
| Bleat! கத்து!(QP)                          | Ananth Subramaniam         | Malàisia, Filipines, França              |
| Critical Condition КРИТИЧНЕ СТАНОВИЩЕ    | Mila Zhluktenko            | Alemanya                                 |
| Erogenesis (QP)                          | Xandra Popescu             | Alemanya                                 |
| Donne Batterie                           | Carmen Leroi               | França                                   |
| Glasses 안경                             | Yumi Joung                 | Corea del Sud                            |
| Dieu est timide                          | Jocelyn Charles            | França                                   |
| L'mina                                   | Randa Maroufi              | Marroc, França, Itàlia, Qatar            |
| Samba Infinito                           | Leonardo Martinelli        | Brasil, França                           |
| Wonderwall                               | Róisín Burns               | Regne Unit, França                       |
| Projeccions especials - Curtmetratges    |                            |                                          |
| Eraserhead dans un Filet à Provisions    | Lili Koss                  | França, Bulgària                         |
| No Skate!                                | Guil Sela                  | França                                   |
| Une Fugue                                | Agnès Patron               | França                                   |

(CdO) indica una pel·lícula elegible per a la Caméra d'Or com a debut com a director.
(ŒdO) indica una pel·lícula elegible per al premi L'Œil d'or com a documental.
(QP) indica una pel·lícula en competició per la Palma Queer.

### Quinzena de cineastes (Quinzaine des cinéastes)
Per segon any, en col·laboració amb la Fondation Chantal Akerman, el Premi del Públic es va atorgar per votació popular, juntament amb 7.500 € per al director del llargmetratge guanyador.. Les següents pel·lícules van ser seleccionades per ser projectades a la secció Quinzena de Cineastes (Quinzaine des cinéastes):
| Títol                                           | Director(s)                                      | País de producció                               |
| Llargmetratges                                  | Llargmetratges                                   | Llargmetratges                                  |
| ----------------------------------------------- | ------------------------------------------------ | ----------------------------------------------- |
| Brand New Landscape 見はらし世代(CdO)           | Yuiga Danzuka                                    | Japó                                            |
| Dangerous Animals                               | Sean Byrne                                       | Austràlia                                       |
| La mort n'existe pas                            | Félix Dufour-Laperrière                          | Canadà, França                                  |
| Enzo (pel·lícula d'apertura) (QP)               | Robin Campillo                                   | França, Itàlia, Bèlgica                         |
| L'Engloutie (CdO)                               | Louise Hémon                                     | França                                          |
| Girl on Edge 花漾少女杀人事件(CdO)              | Jinghao Zhou                                     | R.P. de la Xina                                 |
| Les filles désir (CdO)                          | Prïncia Car                                      | França                                          |
| Que ma volonté soit faite (QP)                  | Julia Kowalski                                   | França, Polònia                                 |
| Kokuho 国宝                                     | Lee Sang-il                                      | Japó                                            |
| Lucky Lu (CdO)                                  | Lloyd Lee Choi                                   | Estats Units, Canadà                            |
| Militantropos Мілітантропос(ŒdO)                | Yelizaveta Smith, Alina Gorlova i Simon Mozgovyi | Ucraïna, França, Àustria                        |
| Miroirs No. 3                                   | Christian Petzold                                | Alemanya                                        |
| Classe moyenne                                  | Antony Cordier                                   | França, Bèlgica                                 |
| Peak Everything                                 | Anne Émond                                       | Canadà                                          |
| The President's Cake مملكة القصب (CdO)          | Hasan Hadi                                       | Iraq, Qatar, Estats Units                       |
| Sorry, Baby (pel·lícula de clausura) (CdO) (QP) | Eva Victor                                       | Estats Units                                    |
| Indomptables                                    | Thomas Ngijol                                    | Camerun, França                                 |
| La danse des renards (CdO)                      | Valéry Carnoy                                    | França, Bèlgica                                 |
| Ken!                                            | Nadav Lapid                                      | Israel, França, Alemanya, Xipre                 |
| Curtmetratges                                   |                                                  |                                                 |
| +10k                                            | Gala Hernández López                             | França, Espanya                                 |
| Before the Sea Forgets (QP)                     | Ngọc Duy Lê                                      | Singapur                                        |
| Cœur bleu                                       | Samuel Suffren                                   | Haití, França                                   |
| The Body                                        | Louris van de Geer                               | Austràlia                                       |
| Le pain se lève                                 | Alex Boya                                        | Canadà                                          |
| La mort du poisson                              | Eva Lusbaronian                                  | França                                          |
| Karmash کرمش                                    | Aleem Bukhari                                    | Pakistan                                        |
| Loynes                                          | Dorian Jespers                                   | Bèlgica, França, Macedònia del Nord, Regne Unit |
| Nervous Energy 兩個女導演                       | Eve Liu                                          | Estats Units                                    |
| When the Geese Flew                             | Arthur Gay                                       | Nova Zelanda                                    |

(CdO) indica una pel·lícula elegible per a la Caméra d'Or com a debut com a director.
(ŒdO) indica una pel·lícula elegible per al premi L'Œil d'or com a documental.
(QP) indica una pel·lícula en competició per la Palma Queer.

### ACID
Les següents pel·lícules van ser seleccionades per ser projectades a la secció ACID (Associació per a la Distribució de Cinema Independent), que consta de sis llargmetratges de ficció i 3 documentals:
| Títol                                     | Director(s)                                      | País de producció        |
| ----------------------------------------- | ------------------------------------------------ | ------------------------ |
| L'aventura                                | Sophie Letourneur                                | França                   |
| La Couleuvre Noire                        | Aurélien Vernhes-Lermusiaux                      | França, Colòmbia Brasil  |
| Laurent dans le Vent(QP)                  | Anton Balekdjian, Léo Couture i Mattéo Eustachon | França                   |
| Drunken Noodles (QP)                      | Lucio Castro                                     | Estats Units, Argentina  |
| Entroncamento                             | Pedro Cabeleira                                  | Portugal, França         |
| A Light That Never Goes Out (CdO)         | Lauri-Matti Parppei                              | Finlàndia, Noruega       |
| La Vie Après Siham (ŒdO)                  | Namir Abdel Messeeh                              | França, Egipte           |
| Nuit Obscure - «Ain't i a Child?»(ŒdO)    | Sylvain George                                   | França, Suïssa, Portugal |
| Put Your Soul on Your Hand and Walk (ŒdO) | Sepideh Farsi                                    | França, Palestina, Iran  |

(CdO) indica una pel·lícula elegible per a la Caméra d'Or com a debut com a director.
(ŒdO) indica una pel·lícula elegible per al premi L'Œil d'or com a documental.
(QP) indica una pel·lícula en competició per la Palma Queer.

### Tres pel·lícules per Ucraïna
El 13 de maig, dia de la cerimònia d'inauguració del festival, l'oficina de l'alcaldia de Cannes, en participació amb France Télévisions i Brut Media, va promoure la projecció de tres documentals sobre la Guerra a l'Ucraïna, que abordaven la violència contínua al país:

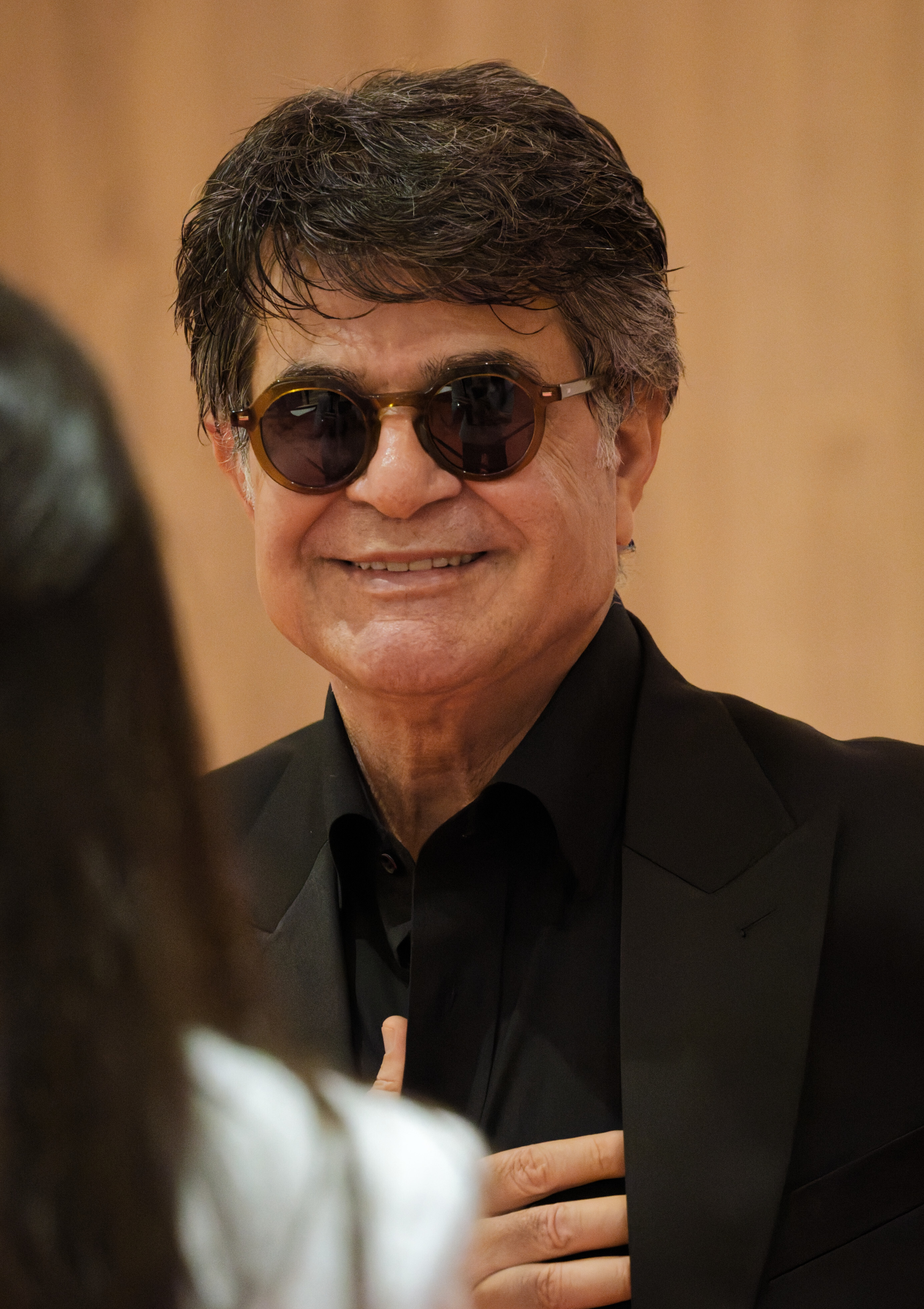
Jafar Panahi, guanyador de la Palma d'Or

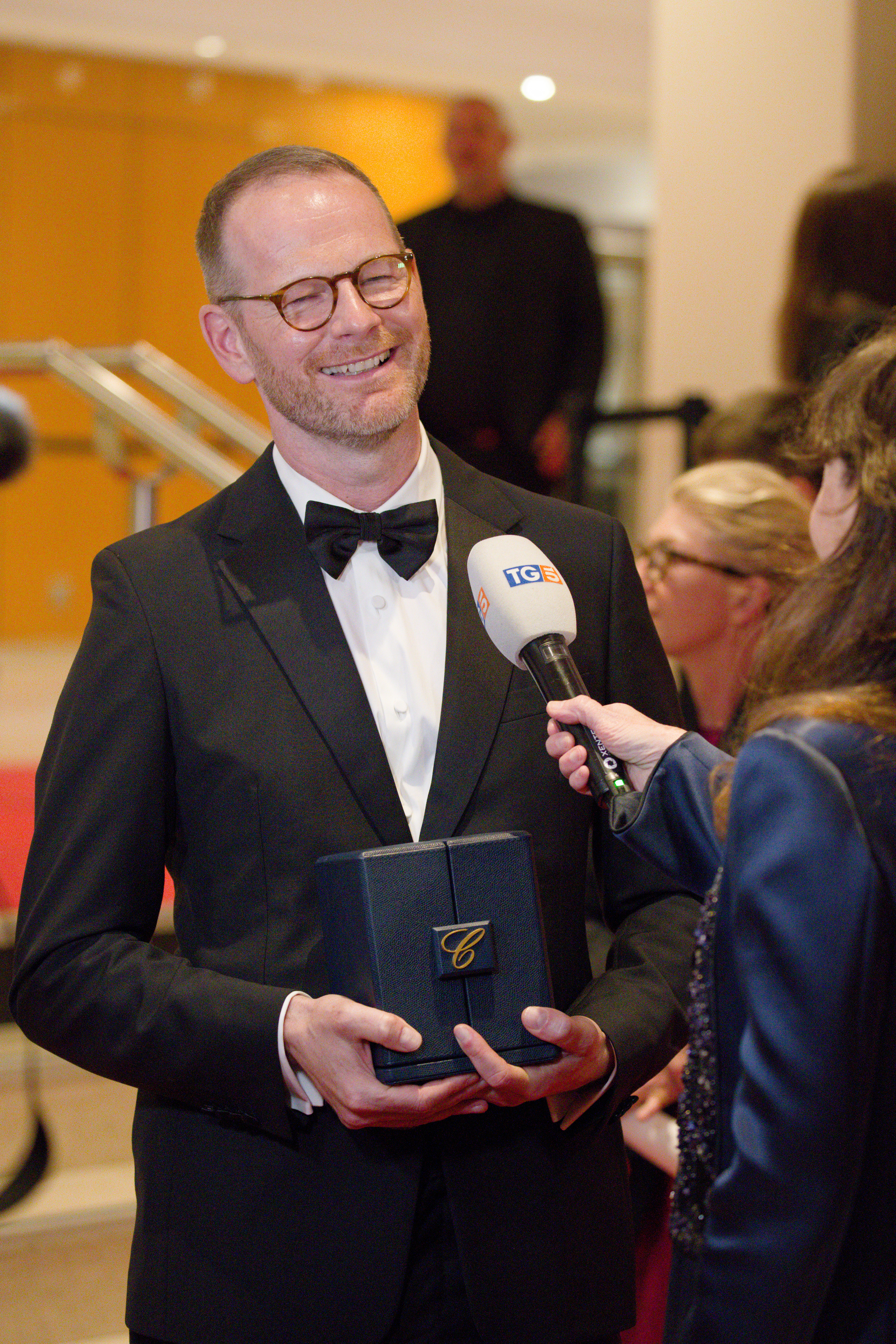
Joachim Trier, guanyador del Grand Prix

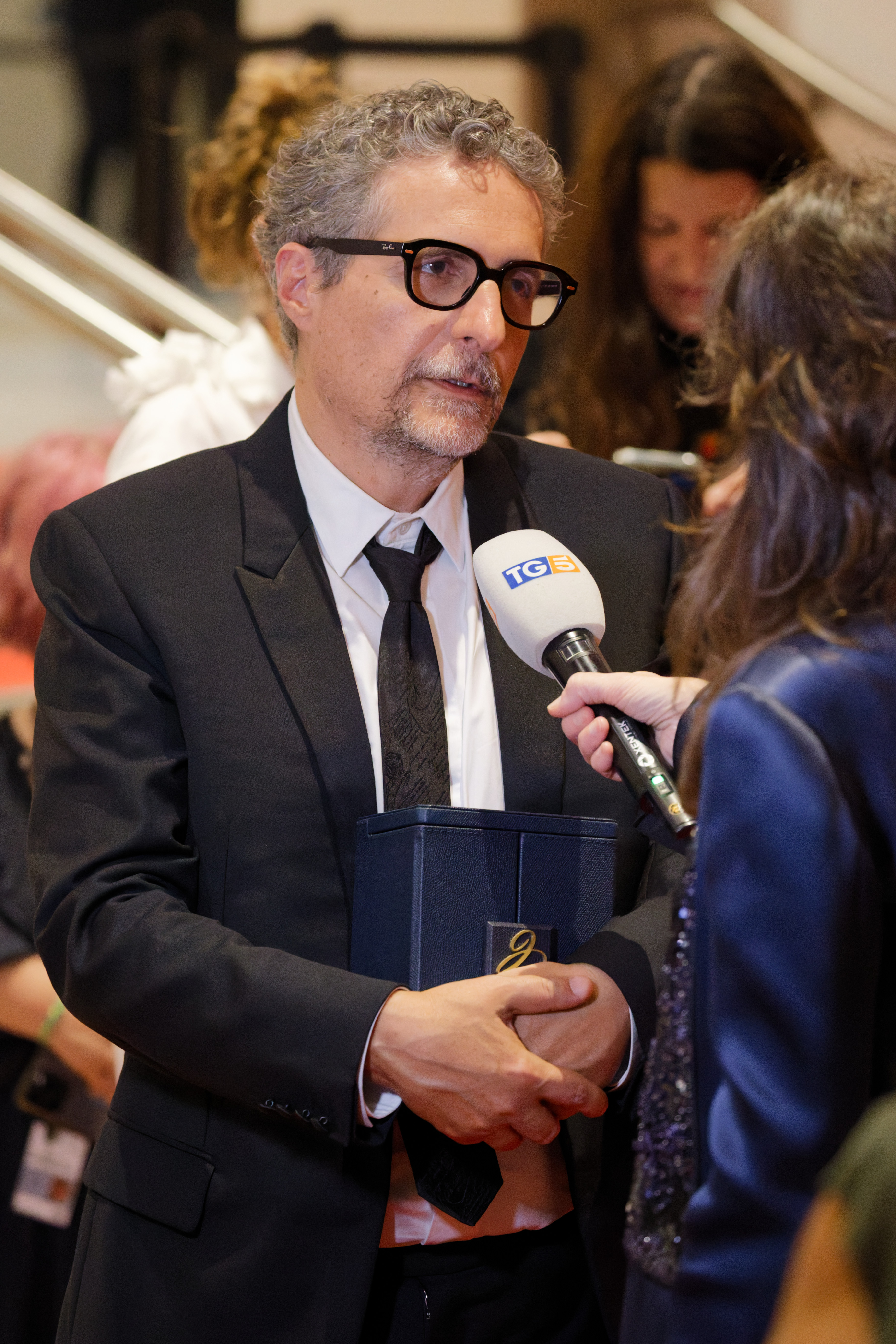
Kleber Mendonça Filho, premi al millor director

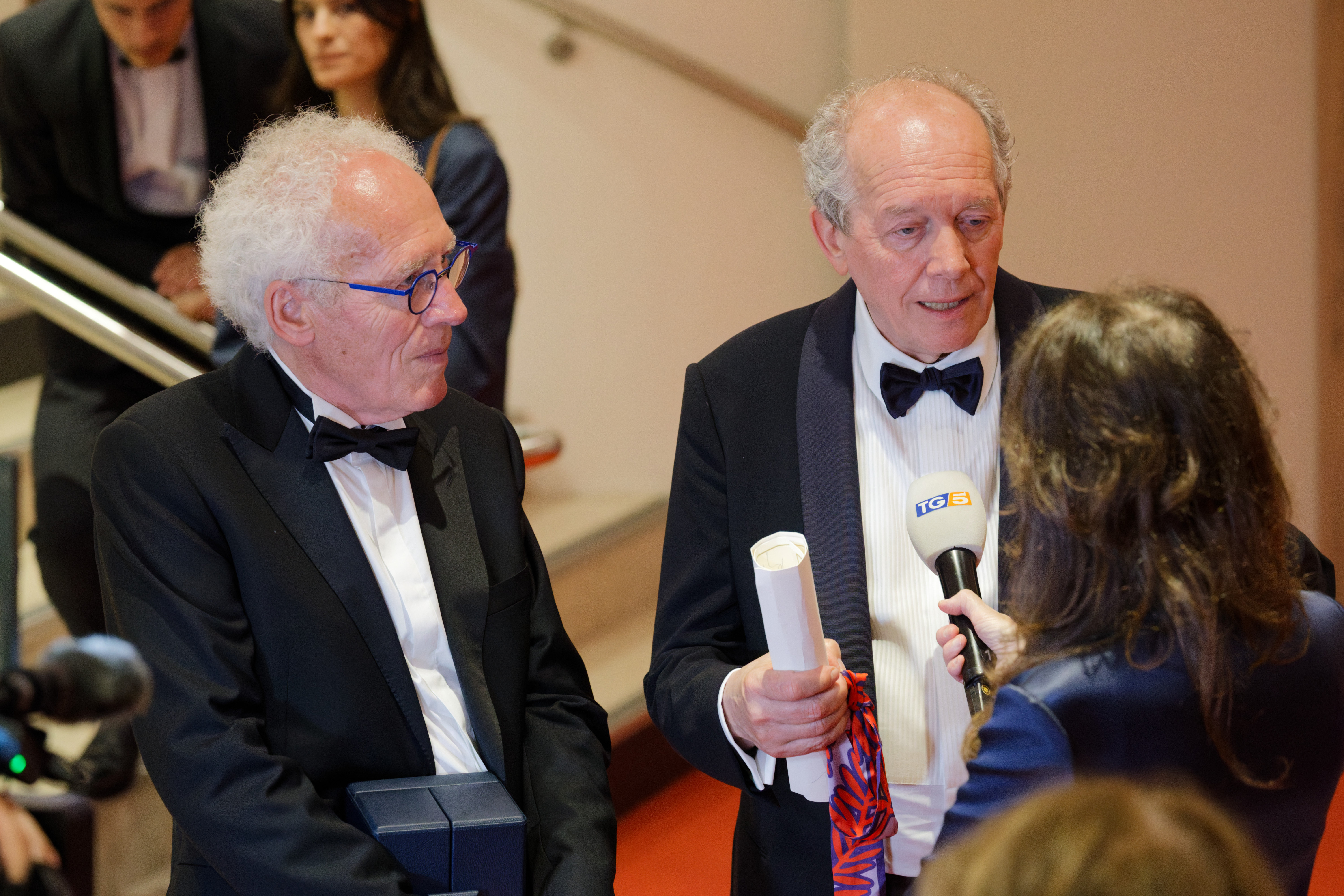
Els germans Dardenne, premi al millor guió

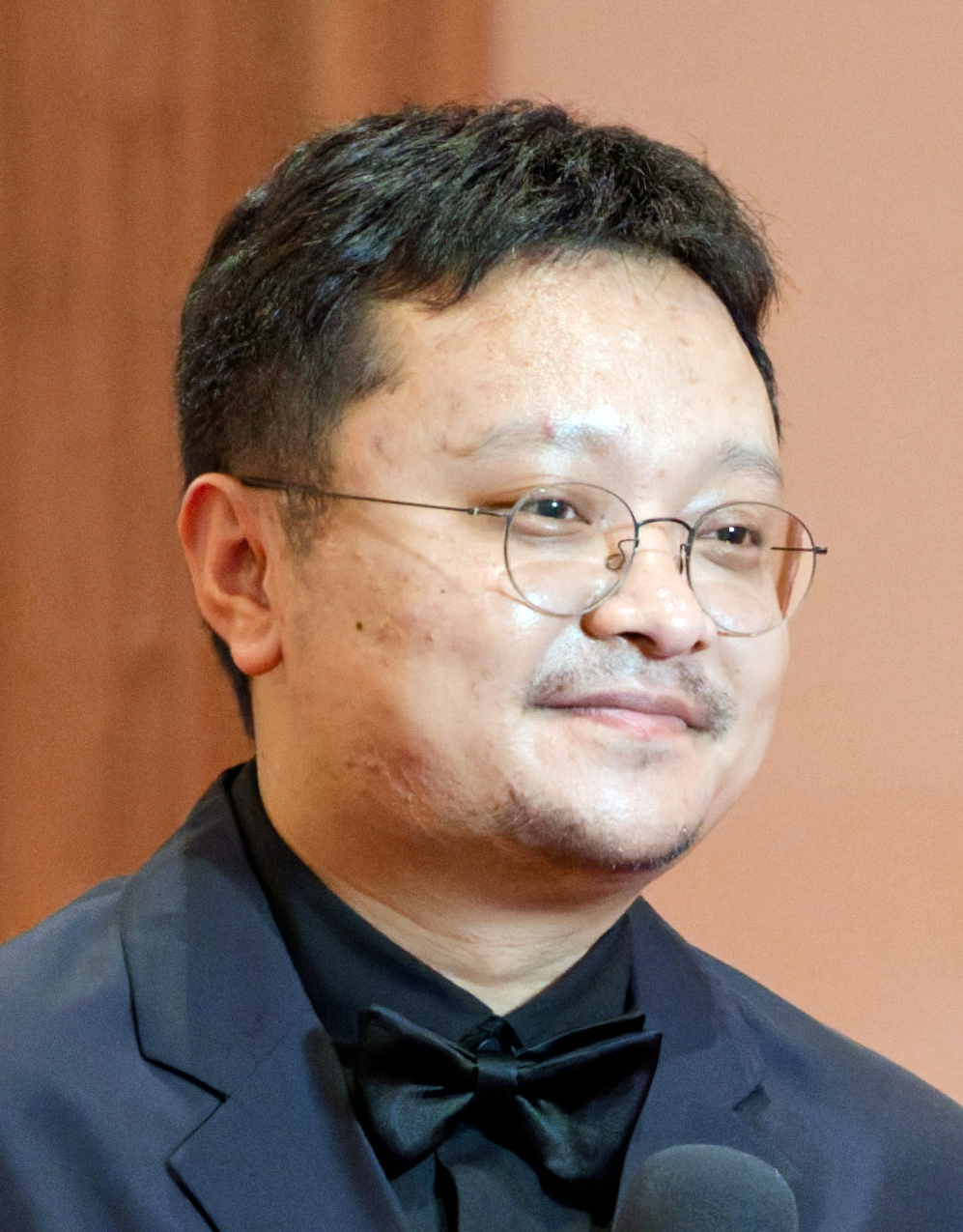
Bi Gan, guanyador del Prix Spécial

| Títol                    | Director(s)                              | País de producció     |
| ------------------------ | ---------------------------------------- | --------------------- |
| 2000 Meters to Andriivka | Mstyslav Chernov                         | Ucraïna, Estats Units |
| Notre Guerre             | Bernard-Henri Lévy i Marc Roussel        | França, Ucraïna       |
| Zelensky                 | Yves Jeuland, Lisa Vapné i Ariane Chemin | França                |

## Premis oficials
Amb l'excepció de In die Sonne schauen de producció alemanya, tots els premis principals de la competició van correspondre a pel·lícules de producció o coproducció francesa.

### En Competició
- Palme d'Or: It Was Just an Accident de Jafar Panahi[3]
- Grand Prix: Affeksjonsverdi de Joachim Trier
- Premi del Jurat: 
  - Sirât d'Oliver Laxe
  - In die Sonne schauen de Mascha Schilinski
- Millor director: Kleber Mendonça Filho per O Agente Secreto
- Millor actriu: Nadia Melliti per La Petite Dernière
- Millor actor: Wagner Moura per O Agente Secreto
- Millor guió: Jean-Pierre i Luc Dardenne for Jeunes mères
- Prix Spécial: Resurrection de Bi Gan

### Un Certain Regard
- Premi Un Certain Regard: La misteriosa mirada del flamenco de Diego Céspedes[40][41]
- Premi del Jurat: A Poet de Simón Mesa Soto
- Best Director: Tarzan i Arab Nasser per Once Upon a Time in Gaza
- Millor actor: Frank Dillane per Urchin
- Millor actriu: Cleo Diára per O Riso e a Faca
- Millor guió: Harry Lighton per Pillion

### Palma d'Or honorífica
- Robert De Niro[6]
- Denzel Washington[7]

### Caméra d'Or
- Caméra d'Or: The President's Cake de Hasan Hadi[3]
  - Menció especial: My Father's Shadow de Akinola Davies Jr.

### Competició de curtmetratges
- Palma d'Or al millor curtmetratge: I'm Glad You're Dead Now de Tawfeek Barhom[3]
  - Menció especial: Ali d'Adnan Al Rajeev

### Cinéfondation
- Primer Premi: First Summer de Heo Gayoung (KAFA,  Corea del Sud)[42]
- Segon Prremi: 12 Moments Before the Flag-Raising Ceremony de Qu Zhizheng (Beijing Film Academy,  R.P. de la Xina)
- Tercer Prmemi:
  - Ginger Boy (Separated) de Miki Tanaka (ENBU Seminar,  Japó)
  - Winter in March de Natalia Mirzoyan (Estonian Academy of Arts,  Estònia)

### Competició immersiva
- From Dust de Michel van der Aa[43]

## Premis independents

### Premi FIPRESCI
- En competició: O Agente Secreto de Kleber Mendonça Filho[44]
- Un Certain Regard: Urchin de Harris Dickinson
- Secció paral·lela (opera prima): Planètes de Momoko Sato

### Premi del Jurat Ecumènic
- Prix du Jury Œcuménique: Jeunes mères de Jean-Pierre i Luc Dardenne

### Setmana de la Crítica
- Gran Premi: A Useful Ghost de Ratchapoom Boonbunchachoke[45]
- Premi del Jurat French Touch: Imago de Déni Oumar Pitsaev
- Premi de la Fundació Louis Roederer a l’Estrella Emergent: Théodore Pellerin per Nino
- Premi Leitz Cine Discovery al curtmetratge: L'mina de Randa Maroufi
- Premi Fundació Gan per la Distribució: Left-Handed Girl de Shih-Ching Tsou
- Premi SACD: Guillermo Galoe i Víctor Alonso-Berbel per Ciudad sin sueño
- Premi Canal+ al curtmetratge: Erogenesis de Xandra Popescu

### Quinzena de Cineastes
- Premi del Públic: The President's Cake by Hasan Hadi[46]
- Premi Europa Cinemas Label a la millor pel·lícula europea: La danse des renards de Valéry Carnoy[47]
- Premi SACD a la millor pel·lícula francesa: La danse des renards de Valéry Carnoy
- Carrosse d’Or: Todd Haynes[48]

### L'Œil d'or
- L'Œil d'or: Imago de Déni Oumar Pitsaev[49]
- Premi Especial del Jurat: The Six Billion Dollar Man d'Eugene Jarecki

### Palma Queer
- Millor pel·lícula: La Petite Dernière by Hafsia Herzi[50]
- Millor curtmetratge: Bleat! d'Ananth Subramaniam

### Premi Cannes Soundtrack
- Premi Cannes Soundtrack: Kangding Ray per Sirât[51]

### Prremi François Chalais
- Premi François Chalais: Dva prokurora de Serguí Loznítsia

### Prix de la Citoyenneté
- Premi de la Ciutadania: It Was Just an Accident de Jafar Panahi

### Prix des Cinémas Art et Essai
- Premi de Cinema AFCAE Art House: O Agente Secreto de Kleber Mendonça Filho
- Menció especial: Sirât d'Oliver Laxe

### Palm Dog
- Premi Palm Dog: Panda per Ástin Sem Eftir Er[52]
- Gran Premi del Jurat: Pipa i Lupita per Sirât
- Mutt Moment: Hippo per Pillion

### Trophée Chopard
- Revelació masculina de l'any: Finn Bennett
- Revelació femenina de l'any: Marie Colomb[53]